# Walter Acevedo
Walter Aníbal Acevedo é um futebolista argentino que joga atualmente no Club Atlético San Lorenzo de Almagro.

## Carreira
Surgido nas categorias de base do clube, exerce a função de Volante central, atualmente ele se encontra na reserva da equipe, mas tem participado de várias partidas pela primeira divisão.
Acevedo joga no San Lorenzo desde de 2005, em 2007, ele participou da conquista do torneio clausura.
Ele jogou pela Seleção Argentina de Futebol no nível sub-17.

## Títulos
San Lorenzo
- Campeonato Argentino: 2007 (Clausura)

River Plate
- Primera B Nacional: 2011-12